# Inti peruviano
L'Inti è stata la valuta del Perù dal 1º febbraio 1985, quando sostituì il sol de oro, fino al 1991, quando fu sostituito dal Nuevo sol peruviano. Il suo codice ISO 4217 era PEI e l'abbreviazione usata localmente era "I/.". Anche se aveva perso valore molto rapidamente, l'inti era suddiviso in 100 céntimo.
L'inti prese il nome da Inti, il dio del sole Inca, per mantenere la connessione solare nei nomi delle monete del Perù.

## Storia
L'inti fu introdotto il 1º febbraio 1985 in sostituzione del sol peruviano che aveva subìto un'elevata inflazione. Un inti aveva lo stesso valore di 1000 sol. Le monete con la nuova denominazione furono poste in circolazione dal maggio 1985 e le banconote dal dicembre dello stesso anno.
Dal 1990 anche l'inti subì un'inflazione così forte che fu sostituito dal nuevo sol il 1º luglio 1991, con un cambio di milione di inti = 1 nuovo sol. Come misura provvisoria dal gennaio al luglio 1991, come unità di conto fu usato il "inti en miles" (migliaia di inti).
Le monete e le banconote in Inti non hanno più corso legale in Perù né possono essere cambiate con la nuova moneta.

## Monete
Le monete furono introdotte nel 1985 con i valori di 1, 5, 10, 20 e 50 centimo e da 1 e 5 inti. La moneta da 1 céntimo fu emessa solo nel 1985. La moneta da 5 céntimo fu emessa fino al 1986. Tutte le altre furono emessa fino al 1988.

## Banconote
In seguito alla svalutazione si emisero biglietti da 1.000, 5.000, 10.000, 50.000, 100.000, 500.000, 1.000.000, 5.000.000.
Nel 1985 furono emesse le prime banconote da 10, 20, 50, 100 e 500 inti. L'anno successivo fu aggiunta la banconota da 1000 inti, seguita da quelle da 5.000 e 10.000 nel 1988, da 50.000 e 100.000 nel 1989, e da 500.000, 1 e 5 milioni di inti nel 1990. Il fronte dei biglietti mostra:
- 10 inti - Ricardo Palma, scrittore

Banconota da 500 inti con il ritratto di Túpac Amaru II.

- 50 inti - Nicolás de Piérola, presidente, ministro delle finanze
- 100 inti - Ramón Castilla, presidente
- 500 inti - Túpac Amaru II, leader rivoluzionario
- 1.000 inti - Andrés Avelino Cáceres, presidente
- 5.000 inti - Miguel Grau, ammiraglio
- 10.000 inti - César Vallejo, scrittore
- 50.000 inti - Víctor Raúl Haya de la Torre, politico
- 100.000 inti - Francisco Bolognesi, militare
- 500.000 inti - Ricardo Palma
- 1.000.000 inti - Hipólito Unanue, medico, nazionalista
- 5.000.000 inti - Antonio Raimondi, scienziato (non entrata nell'uso generale)